# Коколово
Коколово (укр. Коколове) — село в Песчанобродской сельской общине Новоукраинского района Кировоградской области Украины.
До 2020 года входило в Добровеличковский район
Население по переписи 2001 года составляло 29 человек. Почтовый индекс — 27040. Телефонный код — 5253. Занимает площадь 0,937 км². Код КОАТУУ — 3521783003.